# Veronika Glatzner
Veronika Glatzner (* 1980 in Wien) ist eine österreichische Theaterschauspielerin.

## Leben und Wirken
Veronika Glatzner studierte Sozial- und Wirtschaftswissenschaften an der Universität Wien sowie von 
2005 bis 2009 Schauspiel an der Konservatorium Wien Privatuniversität. Schon während des Studiums hatte sie Gastauftritte an verschiedenen Bühnen, beispielsweise:
- Kabale und Liebe von Friedrich Schiller (2007, Off-Theater Wien, Regie: Jan Oberndorff)
- Der Besuch der alten Dame von Friedrich Dürrenmatt (2008, Volkstheater Wien, Regie: Alexander Kubelka)
- Peer Gynt von Henrik Ibsen (2008, Volkstheater Wien, Regie: Michael Sturminger)
- Brot und Spiele von Jutta Schubert und Ivan Vrambout (2008, 3-Raumanatomietheater, Regie: Berenice Pahl).
- 2013 Alma, Rolle: Alma Mahler, Regie: Paulus Manker, Post- und Telegrafenamt, Wien
- 2013 Wagnerdämmerung, Rolle: Cosima Wagner, Brünnhilde, Regie: Paulus Manker, Post- und Telegrafenamt, Wien

## Fernsehen, Film und Theater
Von 2010 bis 2013 spielte sie am Wiener Schauspielhaus.
In der Aufarbeitung des freudschen „Diesseits des Lustprinzips: Freud und die Folgen“ stand sie zusammen mit Christian Dolezal auf der Bühne.
Im Fernsehen ist Glatzner in Filmen oder Serien, beispielsweise SOKO Donau zu sehen, 2016 wirkte sie im Film Was hat uns bloß so ruiniert mit.

## Filmografie (Auswahl)
- 1997: Speak Easy (Kurzfilm)
- 2012: Vatertag
- 2012: Schnell ermittelt – Schuld
- 2013: Spuren des Bösen – Zauberberg
- 2013: Janus
- 2013: Die Spätzünder 2 – Der Himmel soll warten
- 2013: Paul Kemp –  Alles kein Problem – Späte Rache
- 2015: SOKO Kitzbühel –  Vintage Love
- 2016: Das Geheimnis der Hebamme
- 2016: Was hat uns bloß so ruiniert
- 2020: Ein bisschen bleiben wir noch
- 2022: Die Toten vom Bodensee – Das zweite Gesicht (Fernsehreihe)